# Ma Kwang-soo
Ma Kwang-su (en hangeul : 마광수, 馬光洙) est un écrivain, poète et essayiste sud-coréen né le 14 avril 1951 et mort le 5 septembre 2017. Il est également professeur à l'université Yonsei.

## Biographie
Ma Kwang-su commence sa carrière universitaire en 1979 en intégrant l'université Hongik en tant que professeur de littérature, poste qu'il occupe jusqu'en 1983. Il intègre ensuite l'université Yonsei en tant que professeur titulaire en 1984. Il fait ses débuts littéraires en 1989 avec L'ennui (Gwontae). En 1998, il réintègre son poste d'enseignant à l'université Yonsei mais en raison de dépressions à répétition, il est contraint de mettre entre parenthèses sa carrière universitaire, qu'il reprend finalement en 2003.

## Œuvre
L'œuvre de Ma Kwang-su est centrée notamment sur le thème des relations amoureuses, de la sexualité, des tourments intérieurs de l'être humain.